# Suum cuique

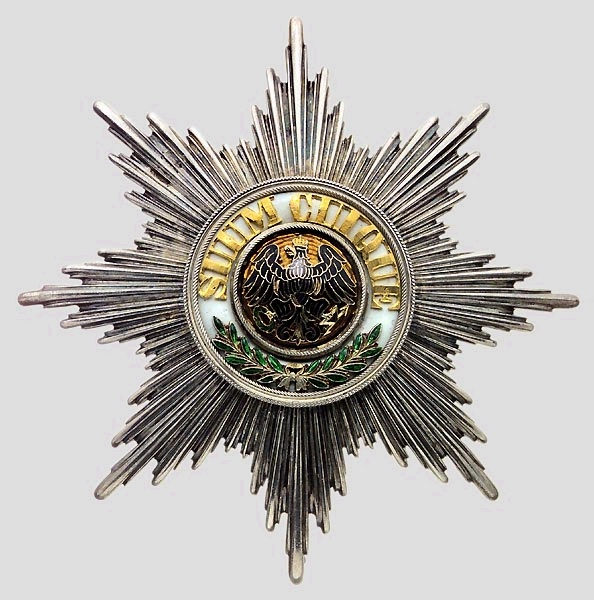
Ordenstecknet för den preussiska Svarta örns orden, med mottot SUUM CUIQUE.

Suum cuique (latinskt uttal: [ˈsʊ.ũː ˈkui̯kᶣɛ]) är en latinsk fras vars innebörd kan översättas som "åt var och en sitt", "åt var och en vad som tillkommer honom/henne". Frasen har haft betydelse inom rättshistoria och filosofins historia och är känd även i översättning till andra språk; den tyska versionen, Jedem das Seine, ses ofta som kontroversiell i Tyskland i modern tid, då det är samma fras som stod på grindarna till det nazistiska koncentrationslägret Buchenwald.

## Antikt ursprung
Begreppet användes ursprungligen i antik grekisk rätt; Platon diskuterar principen i Staten, där han definierar rättvisa som när "var och en sköter sitt och undviker att lägga sig i andras affärer". I sin latinska version populariserades talesättet av Marcus Tullius Cicero (106–43 f.Kr.);
Iustitia suum cuique distribuit. ("Rättvisan ger åt var och en vad som tillkommer honom.") – De Natura Deorum, III, 38. [...] ut fortitudo in laboribus periculisque cernatur, [...], iustitia in suo cuique tribuendo. (" [...] så att mod kan ses i motgång och fara, [...], rättvisa i att ge åt var och en vad som tillkommer honom".) – De Finibus Bonorum et Malorum, liber V, 67. Frasen återfinns i början av Justinianus I:s Institutiones: iuris praecepta sunt haec: honeste vivere, alterum non laedere, suum cuique tribuere. (Inst. 1,1,3-4). ("lagen föreskriver följande: att leva hederligt, att inte skada någon, [och] att ge åt var och en vad som tillkommer honom".)
I översättning från latinet återges frasen ofta som "som tillkommer honom", men är i sin ursprungsform genusneutral, och kan därför översättas med "honom", "henne" eller "den" som pronomen, beroende på sammanhang.

## Som motto
Suum cuique var mottot för Svarta Örns orden (tyska: Hoher Orden vom Schwarzen Adler), den högsta riddarorden i Kungariket Preussen, grundad tillsammans med kungadömet 1701. I modern tid fortsätter mottot att användas för den tyska militärpolisen, Feldjäger. Även frimurarlogen Johannisloge Zum schwarzen Adler i Berlin har fortfarande detta motto.
Mottot används av juridiska fakulteter vid flera universitet: i Sverige Lunds universitet och Uppsala universitet samt i Polen Warszawas universitets juridiska fakultet och vid universitetet i Bahia i Brasilien.
Gymnasieföreningen Arcu et fidibus vid Sigtunaskolan Humanistiska Läroverket hade Suum quique som titel för föreningens tidskrift[källa behövs].

## I populärkulturen
Valentin Pikuls romantitel Каждому своё är i sin ryska originalform en direkt översättning av uttrycket. Punkbandet Nails släppte 2013 en låt med titeln "Suum cuique" på albumet Abandon All Life. Frasen förekommer också i Stanislaw Lems science fiction-roman Solaris.